# Monster movie

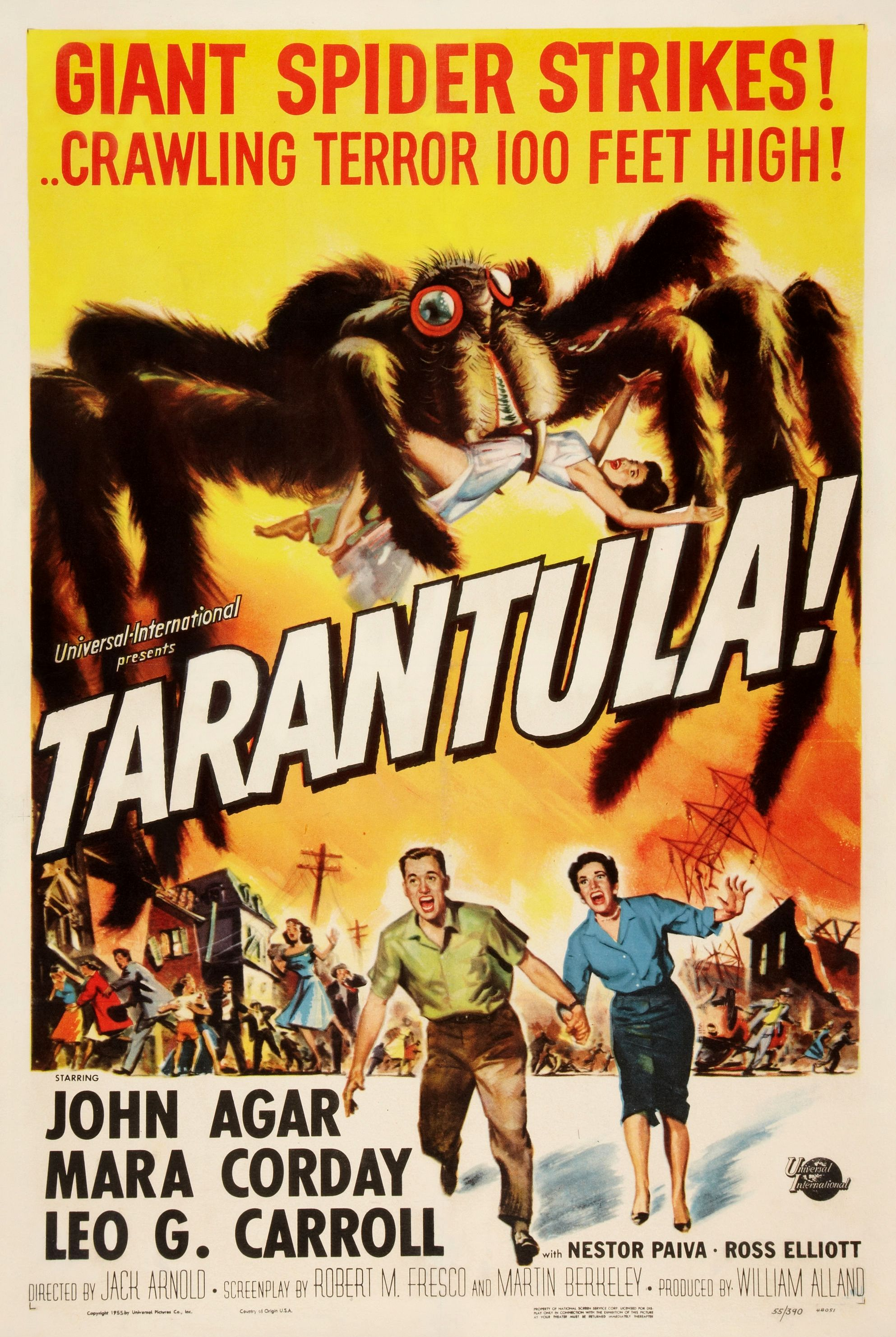
Przykład monster movie – film Tarantula (1955)

Monster movie – nazwa odnosząca się do produkcji, które przedstawiają walkę człowieka z jednym, lub większą liczbą potworów. Monster movie najczęściej jest zaliczany do horroru, fantasy, lub science fiction. W większości przypadków potwory przedstawione w tego typu filmach to olbrzymich rozmiarów zwierzęta, lub ich wymyślone gatunki, kosmici itp. Czasem jest jednak inaczej. W Ataku kobiety o 50 stopach wzrostu potworem była olbrzymia kobieta.
Za pierwszy monster movie wielu uważa niemy obraz pt. Golem z 1915 roku, w reżyserii Paula Wegenera.
Przykłady:
- Seria Obcy
- Seria Godzilla
- Seria King Kong
- Golem (1915)
- Bestia z głębokości 20 000 sążni  (1953)
- Atak kobiety o 50 stopach wzrostu (1958 i remake w 1993)
- Tarantula (1955)
- Potwór z otchłani (1961)